# Blick in die Welt
Blick in die Welt war eine Wochenschau, die nach dem Zweiten Weltkrieg von 1945 bis 1986 zunächst in der französischen Besatzungszone und ab 1949 in der Bundesrepublik Deutschland wöchentlich produziert und vor dem Hauptfilm im Kino ausgestrahlt wurde.
Alle Ausgaben von Blick in die Welt sind über die Archivplattform Progress Film digital zugänglich und lizenzierbar.

## Geschichte
Seit 1914 gab es in Deutschland Wochenschauen, die regelmäßig vor den Hauptfilmen in den Kinos gezeigt wurden.
Nach dem Zweiten Weltkrieg wurde die von der UFA produzierte Deutsche Wochenschau von den Alliierten abgesetzt und durch neue Wochenschauen in den einzelnen deutschen Besatzungszonen ersetzt. In der sowjetischen Besatzungszone entstand Der Augenzeuge, in der amerikanisch-britischen Besatzungszone Welt im Film und in der französischen Besatzungszone die Wochenschau Blick in die Welt.
Blick in die Welt wurde zunächst in Baden-Baden produziert. Anfangs wurden primär französische Inhalte gezeigt. Erst seit Januar 1946 wurde der inhaltliche Fokus auf Themen aus der französischen Besatzungszone Deutschlands gelegt. auf Nach der Gründung der Bundesrepublik Deutschland wurde die Produktion 1949 von der Deutschen Filmwochenschau Blick in die Welt GmbH übernommen und 1970 nach Berlin verlegt. 1953 wurde die zu Blick in die Welt gehörende Dido-Film von Hans Joachim Ruths und dem Mitgesellschafter Hans-Hermann Schmohl in die Eigenständigkeit geführt. Ruths hatte zuvor die Abteilung Industriefilm geleitet,
1986 wurde Blick in die Welt als letzte Wochenschau abgesetzt, nachdem regelmäßige Nachrichtensendungen im Fernsehen wie die Tagesschau in der Bundesrepublik Deutschland und die Aktuelle Kamera in der DDR deren Rolle übernommen hatten.

## Inhalt und Ziele
Anfänglich wurde Blick in die Welt wie auch weitere Wochenschauen in Nachkriegsdeutschland zur Reeducation eingesetzt, um die Nationalsozialistische Ideologie durch ein westliches Demokratieverständnis zu ersetzen. Dabei standen Themen wie der Wiederaufbau Deutschlands, die Nürnberger Prozesse, sowie der Beginn des Kalten Krieges im Fokus.
Nach der Gründung der BRD und als Reaktion auf die Konkurrenz durch die entstehenden Fernsehnachrichten, wurden die Inhalte zunehmend unpolitischer. Stattdessen erhielten unterhaltende wie humoristische Inhalte Einzug in die Wochenschau.
Aber auch über politische und weltgeschichtliche Themen wurde weiterhin berichtet. So finden sich beispielsweise Beiträge über den Bau der Berliner Mauer, die studentische 68er-Bewegung sowie den amerikanisch-sowjetischen Wettlauf ins All. Dabei arbeitete die Produktion mit einem internationalen Netzwerk von Wochenschauredaktionen in Europa, Asien und Amerika zusammen.
In über 2.000 Ausgaben mit rund 20.000 Minuten Filmmaterial spiegelt Blick in die Welt die Entstehung und Entwicklung der Bundesrepublik bis zum Vorabend des Mauerfalls sowie eine westdeutsche Perspektive auf das internationale Zeitgeschehen in der zweiten Hälfte des 20. Jahrhunderts.